# Wolfgang Schäuble
Wolfgang Schäuble (ur. 18 września 1942 we Fryburgu Bryzgowijskim, zm. 26 grudnia 2023 w Offenburgu) – niemiecki polityk i prawnik, działacz Unii Chrześcijańsko-Demokratycznej (CDU) i jej przewodniczący w latach 1998–2000, długoletni poseł do Bundestagu, w rządach Helmuta Kohla szef Urzędu Kanclerza Federalnego (1984–1989) i minister spraw wewnętrznych (1989–1991), w gabinetach Angeli Merkel minister spraw wewnętrznych (2005–2009) oraz minister finansów (2009–2017), od 2017 do 2021 przewodniczący Bundestagu.

## Życiorys
W 1961 zdał egzamin maturalny w Hausach. Studiował prawo i ekonomię na Uniwersytecie we Fryburgu oraz na Uniwersytecie w Hamburgu. W 1966 i 1970 zdał państwowe egzaminy prawnicze I oraz II stopnia, w 1971 doktoryzował się w zakresie prawa na podstawie pracy pt. Berufsrechtliche Stellung von Wirtschaftsprüfern in Wirtschaftsprüfungsgesellschaften. Pracował w administracji skarbowej Badenii-Wirtembergii, a w latach 1978–1984 praktykował jako prawnik przy sądzie w Offenburgu.
W 1961 został członkiem chadeckiej młodzieżówki Junge Union, a w 1965 wstąpił do Unii Chrześcijańsko-Demokratycznej. W 1972 po raz pierwszy został wybrany do Bundestagu z okręgu wyborczego Offenburg. Mandat poselski odnawiał od tego czasu w kolejnych wyborach w 1976, 1980, 1983, 1987, 1990, 1994, 1998, 2002, 2005, 2009, 2013, 2017 i 2021. Stał się w międzyczasie najdłużej sprawującym mandat posłem do Bundestagu.
Awansował jednocześnie w partyjnej strukturze, stając się bliskim współpracownikiem Helmuta Kohla. W latach 1976–1984 kierował komitetem doradczym CDU do spraw sportu, od 1981 był jednocześnie sekretarzem frakcji parlamentarnej CDU/CSU. W gabinetach Helmuta Kohla był ministrem do zadań specjalnych oraz szefem Urzędu Kanclerza Federalnego (od listopada 1984 do kwietnia 1989), a następnie ministrem spraw wewnętrznych (od kwietnia 1989 do listopada 1991).
12 października 1990 w czasie spotkania wyborczego w Oppenau został dwukrotnie postrzelony (w szczękę i rdzeń kręgowy) z rewolweru przez chorego psychicznie mężczyznę. Wolfgang Schäuble doznał wówczas ciężkiego urazu kręgosłupa i od tego czasu, częściowo sparaliżowany, poruszał się na wózku inwalidzkim.
W 1991 odszedł z rządu, obejmując funkcję przewodniczącego frakcji parlamentarnej CDU/CSU. W latach 90. był powszechnie uznawany za następcę Helmuta Kohla. Dotychczasowy kanclerz w kwietniu 1997 zapowiedział jednak zamiar ubiegania się o reelekcję na kolejną kadencję. Chadecy przegrali jednak wybory w 1998, co skutkowało ustąpieniem Helmuta Kohla z przywództwa w partii. 7 listopada 1998 Wolfgang Schäuble został nowym przewodniczącym CDU, pozostając jednocześnie na czele frakcji poselskiej. Wkrótce kierowana przez niego partia odnotowała dobre wyniki w wyborach w kilku krajach związkowych oraz w wyborach europejskich w 1999.
Jego karierze politycznej zagroziła wkrótce ujawniona pod koniec 1999 afera dotycząca finansowania CDU. Wolfgang Schäuble przyznał wówczas, że w 1994 przyjął od lobbysty Karlheinza Schreibera 100 tys. marek niemieckich dla swojej partii. Ujawniono również, że odbył więcej spotkań z lobbystą, co próbował początkowo ukrywać. Polityk przepraszał publicznie za to postępowanie. Twierdził, że kopertę bez otwierania przekazał posłance Brigitte Baumeister, której wersja pozostawała w sprzeczności z jego oświadczeniem. W toku prowadzonego postępowania Wolfgangowi Schäublemu nie przedstawiono żadnych zarzutów karnych. 16 lutego 2000 ogłosił swoją rezygnację z przywództwa w CDU i z kierowania frakcją poselską. Na czele ugrupowania stanęła wówczas Angela Merkel.
Wolfgang Schäuble pozostał posłem do Bundestagu, a w 2002 objął funkcję wiceprzewodniczącego opozycyjnego wówczas klubu deputowanych CDU/CSU. Znalazł się w gronie najbliższych współpracowników Angeli Merkel, w kampanii wyborczej w 2005 był jej ekspertem do spraw bezpieczeństwa i polityki zagranicznej.
W powołanym w listopadzie 2005 pierwszym rządzie Angeli Merkel, tworzonym przez tzw. wielką koalicję (CDU/CSU i SPD), objął stanowisko ministra spraw wewnętrznych. W zaprzysiężonym w październiku 2009 rządzie koalicyjnym CDU-FDP dotychczasowej kanclerz przeszedł na urząd ministra finansów. Pozostał na tym stanowisku także w utworzonym w grudniu 2013 trzecim gabinecie Angeli Merkel, tworzonym przez odnowioną koalicję chadeków i socjaldemokratów.
24 października 2017 został wybrany na przewodniczącego Bundestagu, otrzymując 501 głosów. W konsekwencji zrezygnował z funkcji rządowej. Niższą izbą niemieckiego parlamentu kierował do 26 października 2021, gdy w kolejnej kadencji zastąpiła go socjaldemokratka Bärbel Bas.
Zmarł 26 grudnia 2023 wskutek choroby nowotworowej. 5 stycznia 2024 został pochowany na cmentarzu Waldbach w Offenburgu; uroczystościom pogrzebowym przewodniczyła Heike Springhart, pełniąca funkcję biskupa krajowego.

## Życie prywatne
Wolfgang Schäuble był żonaty, miał czworo dzieci. Był ewangelikiem, należał do gminy w Offenburgu.

## Odznaczenia i wyróżnienia
- Krzyż Wielki Orderu Zasługi RFN (Niemcy, 1991)
- Medal Zasługi Badenii-Wirtembergii (2008)
- Order Zasługi Republiki Włoskiej I klasy (Włochy, 1986)
- Order Narodowy Zasługi II klasy (Francja, 1988)
- Komandor Legii Honorowej (Francja, 1998)
- Order Korony Dębowej II klasy (Luksemburg, 2011)[1]
- Krzyż Komandorski z Gwiazdą Orderu Zasługi RP (Polska, 2025, pośmiertnie)[16]
- Nagroda Karola Wielkiego (2012)[17]
- Doktor honoris causa Friedrich-Alexander-Universität Erlangen-Nürnberg, Uniwersytetu we Fryburgu, Uniwersytetu Warmińsko-Mazurskiego w Olsztynie, Uniwersytetu Eberharda Karola w Tybindze, Uniwersytetu Korwina w Budapeszcie
- Nagroda Specjalna Lewiatana przyznawana przez Konfederację Lewiatan (2016)[18]